# 15740 Hyakumangoku
15740 Hyakumangoku (1991 EG1) là một tiểu hành tinh vành đai chính được phát hiện ngày 15 tháng 3 năm 1991 bởi K. Endate và K. Watanabe ở Kitami.